# Josiphos

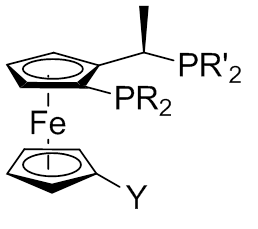
Allgemeine Struktur von Josiphos

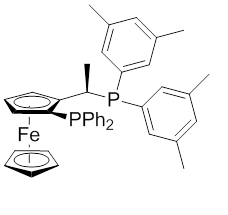
Xyliphos

Die Josiphos-Liganden sind eine Gruppe bidentater Diphosphanliganden mit axialer Chiralität, die in Übergangsmetall-katalysierten Reaktionen mit besonderer Enantioselektivität verwendet werden können. Erstmals wurde sie in den 1990er Jahren von Antonio Togni verwendet.
(R,S)-JosiPhos oder [(R)-1-{(Sp)-2-Diphenylphosphanylferrocenyl}ethyl-dicyclohexylphosphan] wurde erstmals großtechnisch bei der Synthese von (S)-Metolachlor zur asymmetrischen Hydrierung des vorgebildeten Imins eingesetzt.
Die Wechselzahl liegt bei mehr als 2.000.000 h−1. Die enantioselektive Hydrierung zur Herstellung von (S)-Metolachlor mit 79 % Enantiomerenüberschuss (ee) ist die größte Anwendung einer solchen.

## Synthese
Josiphos lässt sich in mehreren Schritten aus einem (R)-Ugi-Amin herstellen:

## Reaktionen

### Hydroborierung von Styrol
Die Hydroborierung von Styrol.

### Hydroformylierung von Styrol
Die Hydroformylierung von Styrol.

### Reduktive Aminierung
Die reduktive Aminierung von S-Metolachlor führt nur in Essigsäure zu einer 100%igen Umwandlung.

### Hydrierung eines exocyclischen Methylimins
Die Hydrierung eines methylsubstituierten exocyclischen Imins ist der wichtigste Schritt für die Synthese des HIV-Integrasehemmers Indinavir.